# Hoitovirhe
Hoitovirhe (Negligencia) es el primer álbum de larga duración publicado por la banda de industrial metal y de origen finlandés Turmion Kätilöt. Hay once canciones sobre el álbum y 3 bonus tracks. Un vídeo fue hecho para " Verta ja lihaa " y fue publicado sobre el DVD Spinefarm Metal. Vol II.

## Lista de canciones
1. "Teurastaja" - 3:04
2. "Lepositeet" - 3:43
3. "Paha ihminen" - 3:28
4. "Verta ja lihaa" - 3:36
5. "Pimeyden morsian" - 5:05
6. "Seinä" - 4:03
7. "Liitto" - 3:29
8. "4 Käskyä" - 4:21
9. "Rautaketju" - 3:38
10. "Osasto-A" - 1:11
11. "Kärsi" - 3:32
12. "Volvot Ulvoo Kuun Savuun [Bonus Track]" - 3:19
13. "Mörökölli [Bonus Track]" - 4:34
14. "SaatananPalvoja [Bonus Track]" - 2:32

## Sencillos
Teurastaja
1. "Teurastaja"
2. "4 Käskyä"

Verta Ja Lihaa
1. "Verta Ja Lihaa"
2. "Volvot Ulvoo Kuun Savuun" (Sielun veljet Cover)

- Datos: Q2637321